# Saxner
Der Saxner ist ein 2358 m hoher Gipfel in den Stubaier Alpen. Er erhebt sich im Jaufenkamm, der das Ratschingstal und Passeier in Südtirol voneinander trennt, zwischen dem Fleckner und dem Glaitner Hochjoch. Zusammen mit dem Fleckner bildet er einen auffälligen Doppelgipfel im Kamm westlich des Jaufenpasses (2094 m).

## Touristisches
Der Saxner wird wegen seiner Nähe zum Jaufenpass und dem Skigebiet Ratschings-Jaufen relativ häufig und zu allen Jahreszeiten besucht. Anstiege sind nicht bezeichnet oder markiert, es führen jedoch Steigspuren unschwierig, teils steil über Schrofen zum Gipfel. Der Übergang vom Nebengipfel des Fleckner (2331 m) in einer ¼ Stunde oder der Anstieg aus dem Glaitner Joch (2249 m) über den Westgrat in einer ½ Stunde kommen dafür in Frage. Üblicherweise wird der Gipfel über genannte Anstiege entlang des Kammes überschritten.